# Дермот Крістофер Орн
Дермот Крістофер Орн (англ. Dermot Christopher Ahern; нар. 20 квітня 1955, Дандолк) — ірландський політик. Член «Республіканської партії Ірландії - Фіанна Файл», депутат Палати Представників Парламенту Ірландії (1987—2011 рр.), Міністр Соціальної політики, проблем сім'ї та суспільства (1997—2002 рр.), Міністр зв'язку, морських та природних ресурсів (2002—2004 рр.), Міністр закордонних справ Ірландії (2004—2008 рр.), Міністр з реформи системи правосуддя і права (2008—2011 рр.) [1].

## Освіта та початок політичної кар'єри
Народився 20 квітня 1955 року в Дандолкі. Дермот Орн народився 20 квітня 1955 року в місті Дандолк, що знаходиться в графстві Лаут. Закінчив Коледж Святої Марії в Дандолці, а пізніше був зачислений до Дублінського університетського коледжу. Пізніше він навчався в Юридичному товаристві Ірландії і отримав ступінь адвоката. Після цього він почав успішну кар'єру як адвокат.
Орн народився в сім'ї, яка не мала ніякого відношення до політики. Він почав брати участь в політичній діяльності в молодому віці і став членом Ради графства Лаут в 1979 році як член-представник від Республіканської Партії. Перебував на цій посаді до 1991 року. Орн був обраний на загальних виборах до Нижньої палати парламенту 1987 р. Наступного року він був призначений помічником урядовця Чарлі Хюгі.
В 1991 році міністр фінансів Альберт Рейнольдс зазнав невдачі у своїй спробі витіснити Хюгі як лідера. Орн, який підтримав Хюгі, був призначений на пост Міністра оборони. У лютому 1992 року Хюгі був змушений піти у відставку і Альберт Рейнольдс став лідером партії і прем'єр-міністром Ірландії. Орн залишився на лаві запасних під час перебування Лейбористської партії при владі.
Наприкінці 1994 року Берті Орн став лідером Лейбористської партії. І Дермот Орн повернув собі передові позиції. У 1997 році він був направлений до Лондона, щоб перевірити достовірність чуток про те, що інший високопоставлений член партії, Рей Берк, отримав дивіденд від Джозефа Мерфі. Чутки були спростовані і Берк був призначений на посаду міністра закордонних справ. Проте після проведення слідства Берк був засуджений до позбавлення волі за прийняття хабара від Мерфі. А Орн відтоді займав позицію боротьби з політичною корупцією в Ірландії, публічно закликаючи до повної заборони обдаровування політичних партій.
Пізніше релігійні переконання Орна були поставлені під сумнів, а особливо їх вплив на його політичні точки зору.

## Політична діяльність

### Міністр з соціальних питань, проблем сім'ї та суспільства (1997—2002 роки)
На наступних загальних виборах, що відбулись 1997 року до влади прийшли прогресивні демократи і Орн був призначений Міністром соціальної політики, проблем сім'ї та суспільства. Саме на період перебування Орна на посаді Міністра соціальної політики, припало найбільше зростання соціальних і пенсійних виплат в історії Ірландії. Також він добився пенсійної допомоги для ірландських емігрантів, що покинули Ірландію до 1953 р.

### Міністр зв'язку, морських та природних ресурсів (2002—2004рр.)
Після наступних виборів в 2002 році Орна було призначено Міністром зв'язку, морських та природних ресурсів. Перебуваючи на цій посаді він був критично налаштований стосовно головного телекомунікаційного провайдера Ейрком. Його відомство визначило напрями політики регулятору телекомунікаційних мандатів, серед іншого — швидкий доступ до мережі інтернет. Також був розроблений ірландський Широкий план дій, що передбачав будівництво альтернативної волоконної інфраструктури і розміщення таких об'єктів по території Ірландії. Він санкціонував пакет реформ суспільної служби телетрансляції в Ірландії і представив Хартію ірландської національної телерадіокомпанії Ірландії RTE. Його відомство розробило програму вільного доступу шкіл до інтернету. Він убезпечив визнання Європейським Союзом і захист територіальних вод Ірландії на межі з Іспанією та Португалією.

### Міністр зовнішніх справ (2004—2008рр.)
Слідом за переформуванням уряду 2008 році Орн був призначений Міністром зовнішніх справ Ірландії, перший після Френка Айкена, хто займав цю посаду з провінції Лаут з 1960-х рр. Невдовзі впродовж перебування на посаді його було призначено Генеральним секретарем ООН Кофі Ананом в квітні 2005 р. одним із чотирьох особливих послів до ООН [3].
Орн виступав третьою стороною в зовнішній політиці Ірландії, таке явище він називав «активна нейтральність». Таким є бачення Ірландії на позаблоковий статус, а свої міжнародні обов'язки Ірландська Республіка виконує через створення так званого мосту між розвиненими державами та країнами, що розвиваються і діють як світовий лідер у вирішенні конфліктів та катастроф. В цьому відношенні Орн прийняв екстремально відверту позицію стосовно вирішення кризи в Дарфур, закликаючи світову спільноту «прокинутися і побачити реальність: насильство, вбивства та деструктивні процеси в регіоні». Невдовзі Орн оголосив про створення Ірландського Добровольчого Корпусу і Корпусу швидкої відповіді, які використовували б існуючий ірландський досвід для надання допомоги країнам, що розвиваються. Він заявив, що в сучасних зовнішньополітичних умовах світ стоїть перед найбільшою проблемою серед економічних, екологічних та геополітичних проблеми і ця проблема зміна клімату [1].
Як Міністр закордонних справ, Орн брав активну участь у мирному процесі в Північній Ірландії. Як і багато інших членів його партії, він проголошував себе республіканцем і заявив у 2006 році на святкуванні поминок Шона Мойлана в Корку, що «моя основна особиста і політична мета як ірландського республіканця — це жити, щоб побачити об'єднання Ірландії».
Як міністр закордонних справ він провів кампанію по забезпеченню 25000 недокументованим ірландським громадянам, які проживали в США, права на постійне проживання в Ірландії. Він також представив безкоштовну видачу паспортів для ірландських громадян похилого віку і закликав до повної заборони використання боєприпасів.

### Міністр реформи системи правосуддя і права (2008—2011рр.)
7 травня 2008 року Орн був призначений Міністром реформи системи правосуддя і права новим Прем'єр-міністром Ірландії Браєном Коуеном. 29 квітня 2009 р. Орн запропонував поправку до Закону про внесення змін до законодавства, додаючи злочин за вчинення богохульства.
Ця поправка була прийнята 9 липня 2009 р. в нижній палаті після дискусії, що тривала всього одну годину, а наступного дня вона була прийнята Сенатом. Ця поправка була піддана критиці як в середині держави, так і за її межами, а саме країнами-членами ЄС.
Орн багато зробив для захисту прав дітей. За його наказом було проведено наукові та соціологічні дослідження на тему, що стосувалася дотримання прав дітей, захист дітей від насильства в будь-якому його прояві.

## Кінець політичної кар'єри
30 листопада 2010 він оголосив, що не буде брати участь в загальних виборів до нижньої палати парламенту в 2011 році, так як він має ревматологічний артрит і сказав, що цьому «хворобливому захворюванню необхідні складне лікування»". Орн іде на пенсію і тепер його екс-міністерський дохід становитиме € 128 300. [19] Він пішов з посади як Міністр юстиції і правової реформи 19 січня 2011 року.[2].